# Marta Traba

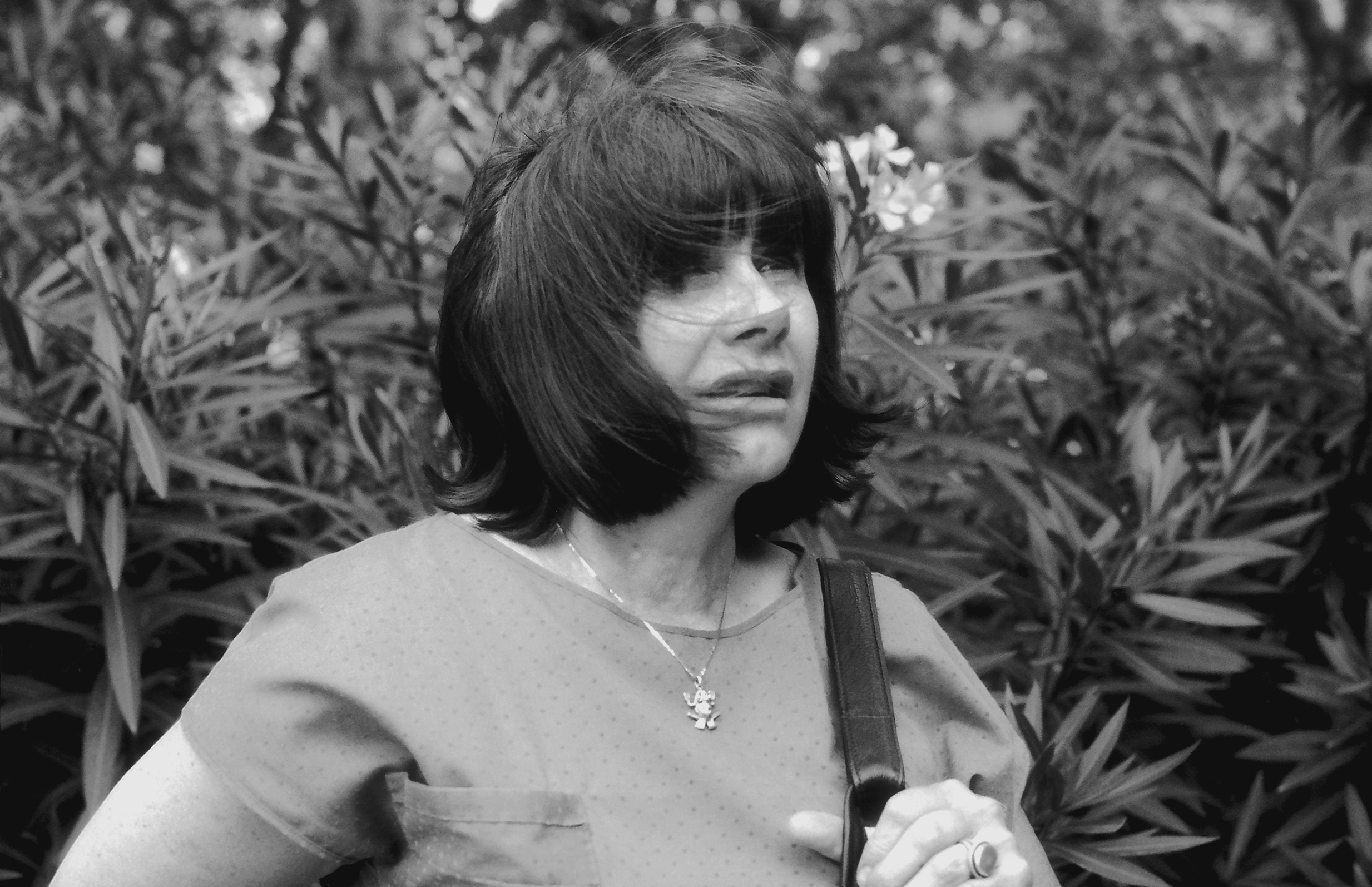
Marta Traba, 1981

Marta Traba (* 25. Januar 1930 in Buenos Aires; † 27. November 1983 in Mejorada del Campo, Spanien) war eine argentinische Schriftstellerin und Kunsthistorikerin. Da sie lange Zeit in Kolumbien gelebt hat, wird sie häufig auch der Kultur dieses Landes zugerechnet.

## Leben
Marta Traba wurde am 25. Januar 1930 in Buenos Aires als Tochter des Journalisten Francisco Traba und von Marta Taín geboren. Ihre Kindheit war von Armut, Unruhe und ständigen Umzügen gekennzeichnet, da ihr Vater, Bohemien und Alkoholiker, stets die Miete schuldig blieb. Sie studierte Literatur an der Universidad de Buenos Aires, wo sie 1950 ihr Abschlussdiplom erwarb. Nach kunstgeschichtlichen Studien in Rom und an der Sorbonne in Paris (1951 bis 1953) ließ sie sich im kolumbianischen Bogotá nieder, wo sie von 1954 bis 1968 lebte und Kulturprogramme im kolumbianischen Fernsehen leitete. Als Professorin an der Universidad de las Américas und der Universidad de los Andes lehrte sie Kunstgeschichte sowie Lateinamerikanische Kunst.
1957 rief sie die Zeitschrift Prisma ins Leben, und 1963 gründete sie das Museo de Arte Moderno in Bogotá, dessen Leitung sie bis 1968 innehatte. Von 1966 bis 1967 lehrte sie Kunstgeschichte und Kulturwissenschaften an der Universidad Nacional de Colombia. Kurz darauf ließ sie sich von ihrem ersten Mann, dem Journalisten Alberto Zalamea, scheiden, von dem sie zwei Kinder hatte, Gustavo und Fernando. 1968 wurde sie von der kolumbianischen Regierung unter Carlos Lleras Restrepo als unerwünschte Ausländerin des Landes verwiesen, da sie gegen die Besetzung ihrer Universität durch das Militär protestiert hatte. Sie erhielt lediglich 24 Stunden Zeit, um das Land zu verlassen; von da an lebte sie in ständigem Exil.
Marta Traba erhielt ein Guggenheim-Stipendium und übersiedelte nach Montevideo (Uruguay), wo sie ihren zweiten Mann, den Literaturkritiker Ángel Rama, kennenlernte. Von 1970 bis 1972 lebte sie in Puerto Rico, wo sie Professorin an der Universität von Puerto Rico Piedras war.
1973 reiste sie in der Woche des Pinochet-Putsches und der Ermordung Salvador Allendes nach Chile, um ihren Sohn und ihre Schwiegertochter zu besuchen; auf diesen traumatischen Ereignissen beruht auch die autobiographische Komponente ihres Romans Conversación al Sur. Von 1973 bis 1979 lebte sie in Caracas (Venezuela), wo sie Lateinamerikanische Kunstgeschichte lehrte und als Forscherin an der Universidad Central de Venezuela arbeitete. Nach einem einjährigen Aufenthalt in Barcelona (1979) lebte sie in Washington und hielt Vorlesungen unter anderem in Harvard und an der Princeton University. 1980 musste sich Marta Traba einer Krebsoperation unterziehen. Sie starb am 27. November 1983 in Mejorada del Campo (Spanien) beim Unfall des Avianca-Flugs 011, bei dem auch ihr Mann sowie der mexikanische Schriftsteller Jorge Ibargüengoitia und der peruanische Lyriker und Schriftsteller Manuel Scorza ihr Leben verloren. Sie alle waren unterwegs zu einem Literaturkongress in Bogotá gewesen. Wenige Monate vor dem Absturz hatte sich Marta Traba mit ihrem Mann in Paris niedergelassen, nachdem ihnen die Einreisebehörden der USA aus fadenscheinigen Gründen eine permanente Aufenthaltsgenehmigung verweigert hatten. Kurz vor ihrem Tod hatte sie 1982 vom kolumbianischen Präsidenten Belisario Betancur die kolumbianische Staatsbürgerschaft erhalten.

## Werke
(Auswahl)
- Historia natural de la alegría. Buenos Aires: Ed. Losada, 1952 (Lyrik).
- Las ceremonias del verano. Vorwort von Mario Benedetti. La Habana: Casa de las Américas, 1966 (2. Aufl. Buenos Aires: Jorge Álvarez, 1966; 3. Aufl. Barcelona: Montesino Editor, 1981; Literaturpreis der Casa de las Américas, Kuba; Roman).
- Los laberintos insolados. Barcelona: Seix Barral, 1967 (Roman).
- Pasó así. Montevideo: Ed. Arca, 1968 (Erzählungen).
- La jugada del sexto día. Santiago: Edit. Universitaria, 1969 (Roman).
- Homérica Latina. Bogotá: Carlos Valencia Editores, 1979 (Romanepos).
- Conversación al sur. México: Siglo XXI, 1981 (Roman; ins Schwedische und Norwegische übersetzt).
- En cualquier lugar. Bogotá: Siglo XXI, 1984 (Roman).
- De la mañana a la noche. Montevideo: Monte Sexto, 1986 (Erzählungen).
- Casa sin fin. Montevideo: Monte Sexto, 1987.

Außerdem veröffentlichte Marta Traba 23 Bände über Kunstkritik und -geschichte sowie zahlreiche Artikel in Zeitungen und Zeitschriften zu diesem Thema.

### Deutsche Übersetzung
- Ausschnitte aus Conversación al sur unter dem Titel „Gespräch im Süden“ in: Torturada. Von Schlächtern und Geschlechtern. Texte lateinamerikanischer Autorinnen zu Folter und politischer Gewalt. Herausgegeben und übersetzt von Erna Pfeiffer. Wien: Wiener Frauenverlag, 1993. ISBN 3-900399-82-4.

### Englische Übersetzung
- Art of Latin America, 1900-1980. Washington, DC: Johns Hopkins University Press, 1994. ISBN 0-940602-73-3.
- Mothers and Shadows [Conversación al sur]. London: Readers International, 1986. ISBN 978-0-930523-15-2.